# Sprakebüll
Sprakebüll (dänisch: Spragebøl, nordfriesisch: Språkebel, jütländisch: Sprachbøl) ist eine Gemeinde im Kreis Nordfriesland in Schleswig-Holstein.

## Geographie

### Geographische Lage
Das Gemeindegebiet von Sprakebüll erstreckt sich an der Lecker Au im zum Landschaftsraum Schleswigsche Geest gehörigen Naturraum der Lecker Geest.

### Gemeindegliederung
Freienwill, Sandacker (dänisch Sandager, nordfriesisch Suneeker) und Sprakebüllfeld liegen genauso im Gemeindegebiet wie die Gutssiedlungen Gaarde (nordfriesisch e Guurd) und Hogelund (dänisch Høgelund, auch Højlund, nordfriesisch Huugelün).

### Nachbargemeinden
Direkt angrenzende Nachbargemeinden von Sprakebüll sind:
|      | Achtrup                                     |                                        |
| Leck | Kompassrose, die auf Nachbargemeinden zeigt | Schafflund (Kreis Schleswig-Flensburg) |
|      | Stadum                                      | Hörup (Kreis Schleswig-Flensburg)      |

## Geschichte
Der Ort wurde 1498 erstmals erwähnt. Der Ortsname bedeutet möglicherweise Siedlung des Spragh, kann sich jedoch auch auf die zur Zeit der Ortsgründung sehr waldreiche Gegend beziehen.
Nach Auflösung der Gutsbezirke Gaarde, Fresenhagen und Hogelund wurden diese 1928 in die Gemeinde eingegliedert.

## Politik

### Gemeindevertretung
Bei der im Rahmen der Kommunalwahlen in Schleswig-Holstein 2023 durchgeführten Gemeindewahl in Sprakebüll wurde folgendes Stimmenverhältnis festgestellt: AWG 46,0 Prozent und AWG 78 54,0 Prozent. Somit erhielten die Kandidaten der Abgeordneten Wählergemeinschaft 78 (AWG 78) fünf Sitze und die der Allgemeine Wählergemeinschaft Sprakebüll (AWG) vier Sitze im Gemeinderat zugesprochen. Die Wahlbeteiligung beim Wahlgang am 14. Mai 2023 betrug 67 Prozent.

### Wappen
Blasonierung: „Über blauem, gewelltem Schildfuß, darin ein goldenes Torfspatenblatt, in Silber ein sechsspeichiges rotes Mühlrad mit zwölf Schaufeln, deren unterste vom Schildfuß überdeckt wird.“

## Wirtschaft und Infrastruktur

### Wirtschaftsstruktur
Die Gemeinde ist überwiegend landwirtschaftlich geprägt. Im Jahre 1998 wurde ein Windpark mit fünf Windkraftanlagen errichtet.

### Verkehr
Durch das Gemeindegebiet führt die schleswig-holsteinische Landesstraße 300. Sie zweigt in der Dorflage Leck von der Bundesstraße 199 ab und führt als nördliche Parallelstrecke wieder zu selbiger in der Gemeinde Schafflund.
Durch das Gemeindegebiet von Sprakebüll führt daneben auch die aktuell nicht im Betrieb befindliche Bahnstrecke Flensburg-Weiche–Lindholm.